# ヘンリー・ブラクトン
ヘンリー・ド・ブラクトン（ヘンリー・ド・ブリクトン）（Henry de Bracton、? - 1268年）は、13世紀イングランドのローマ法学者、聖職者。裁判官

## 人物とイングランド法への影響
ブラクトンは20年間裁判官を務め、1250年から1260年の間に『イングランドの法と慣習法』(De Legibus et Consuetudinibus Angliae）を編纂した。ブラクトンの「王は人の下にあってはならない。しかし、国王といえども神と法の下にある。なぜなら、法が王を作るからである。」との法諺が有名。註釈学派のアーゾ・ポルティウス（Azo Porcius）は、法の源泉は人民の同意にあるとした上で、人民を個人の集合体としての人民と個々の人民に分け、個々の人民は皇帝に立法を委ねたがゆえに皇帝の下にあるが、なお個人の集合体としての人民は立法権を保持するとしてイタリアの都市国家の皇帝に対する独立を主張した。ブラクトンはアーゾの影響の下、ローマ法の概念を借用してイングランドの慣習の体系化を試みたのであった。
ブラクトンのこの著作がイングランド法の特質をあらわしているのは、国王裁判官の判決を500も引用しているところである。ヘンリー2世の頃の法官レイナルフ・グランヴィルの論文に比べて、ブラクトンの著作には土地法の判例（case law）がきわめて多く掲載されている。
後にエドワード・コーク卿は、ブラクトンの法諺を引用して時の国王ジェームズ1世を諫めたことが法の支配の確立にとって決定的になったとされる。